# Breaking the Fourth Wall (WandaVision)
"Breaking the Fourth Wall" (no Brasil, "Derrubando a Quarta Parede") é o sétimo episódio da minissérie de televisão americana, WandaVision, baseado nos personagens Wanda Maximoff / Feiticeira Escarlate e Visão da Marvel Comics. O episódio segue vários agentes do governo enquanto investigam o por quê e como Wanda e Visão estão levando uma vida fantasiosa dentro de uma sitcom na cidade de Westview. O episódio se passa no Universo Cinematográfico Marvel (UCM), dando continuidade aos filmes da franquia. Foi escrito por Cameron Squires e dirigido por Matt Shakman.
Elizabeth Olsen e Paul Bettany reprisam seus respectivos papéis como Wanda Maximoff e Visão da série de filmes, estrelando ao lado de Teyonah Parris, Evan Peters, Randall Park, Kat Dennings e Kathryn Hahn. O diretor Matt Shakman se juntou à série em agosto de 2019. O episódio é uma homenagem as sitcoms de meados dos anos 2000, como Modern Family. As filmagens aconteceram na área metropolitana de Atlanta, incluindo no Pinewood Atlanta Studios, e em Los Angeles.
"Breaking the Fourth Wall" foi lançado na Disney+ em 19 de fevereiro de 2021.

## Enredo
Em um cenário do final dos anos 2000, Wanda decide ter um dia só para ela. Agnes concorda em ser babá de Tommy e Billy e os leva para sua casa. Visão acorda e encontra os agentes da S.W.O.R.D. dentro da fronteira agora membros de um circo. Ele encontra Darcy e a libera do feitiço. Darcy conta a Visão sobre sua morte e os eventos que levaram à situação atual. Wanda vê várias partes de sua casa mudando constantemente e não consegue controlá-las.
Fora de Westview, Monica e Jimmy se encontram com o pessoal leal da S.W.O.R.D. e conseguem um veículo que seja capaz de cruzar a barreira. Quando não consegue, Monica decide entrar sozinha; ela passa pela parede estática e sai com os olhos brilhando. Ela avisa Wanda sobre Hayward, mas Wanda não acredita nela. Wanda a ataca, mas Monica consegue pousar com firmeza devido aos poderes recém-adquiridos. O confronto é interrompido por Agnes, que pede a Monica para sair e leva Wanda para sua casa.
Agnes diz a Wanda que os gêmeos estão no porão, mas quando Wanda vai procurá-los, ela encontra um covil estranho. Agnes se apresenta como Agatha Harkness e revela que ela também é uma usuária de magia e que é ela quem controla tudo. Foi Agatha quem enviou "Pietro" para Wanda, e ela também matou Sparky.
Em uma cena meio-créditos, Monica investiga a casa de Agatha e descobre seu covil no porão, sendo, aparentemente, pega por "Pietro".
Um comercial durante o programa WandaVision anuncia antidepressivos Nexus.

## Produção

### Desenvolvimento
Em outubro de 2018, a Marvel Studios informou que estava desenvolvendo uma série limitada estrelando Wanda Maximoff de Elizabeth Olsen e Visão de Paul Bettany dos filmes do Universo Cinematográfico da Marvel (UCM). Em agosto de 2019, Matt Shakman foi contratado para dirigir a minissérie. Shakman e o redator principal Jac Schaeffer são produtores executivos ao lado de Kevin Feige, Louis D'Esposito e Victoria Alonso da Marvel Studios. Feige descreveu a série como parte de uma "sitcom clássica", uma parte "épica da Marvel", homenageando muitas eras de sitcoms americanas. O sétimo episódio, intitulado "Breaking the Fourth Wall" foi escrito por Cameron Squires, com as cenas ambientadas na realidade do sitcom em homenagem a meados dos anos 2000.

### Roteiro
O episódio é uma homenagem à sitcom Modern Family.  A série apresenta comerciais falsos que Feige disse que mostrariam "parte das verdades do programa começando a vazar", com "Breaking the Fourth Wall", incluindo um comercial que anuncia medicamentos anti-depressão Nexus com o slogan "Porque o o mundo não gira em torno de você. Ou será?". Matt Purslow, do IGN, sentiu que este comercial era para representar Wanda entrando em depressão após seu estágio de luto raivoso.

### Elenco
O episódio é estrelado por Elizabeth Olsen como Wanda Maximoff, Paul Bettany como Visão, Teyonah Parris como Monica Rambeau, Evan Peters como "Pietro Maximoff", Randall Park como Jimmy Woo, Debra Jo Rupp como Sra. Hart, Kat Dennings como Darcy Lewis / Artista de escape e Kathryn Hahn como "Agnes" / Agatha Harkness. Os filhos de Wanda e Visão têm papéis no episódio, com Julian Hilliard como Billy e Jett Klyne como Tommy. Também participando do episódio estão Josh Stamberg como o diretor da S.W.O.R.D. Tyler Hayward, Emma Caulfield Ford como Dottie Jones, Jolene Purdy como Beverly, David Payton como Herb, David Lengel como Phil Jones, Asif Ali como Norm, Alan Heckner como agente da S.W.O.R.D. Monti / O Homem Forte, Rachael Thompson como Major Goodner, Selena Anduze como a agente S.W.O.R.D. Rodriguez e Amos Glick como o entregador Dennis. Victoria Blade, Ithamar Enriquez, Wesley Kimmel e Sydney Thomas aparecem durante o comercial falso. Áudio de arquivo do Captain Marvel (2019) é ouvido no episódio quando Monica tenta entrar no Hex.

### Filmagem e design
As filmagens no estúdio ocorreram no Pinewood Atlanta Studios em Atlanta, Georgia, com direção de Shakman, e Jess Hall servindo como diretor de fotografia. As filmagens também aconteceram na área metropolitana de Atlanta, com backlot e filmagens ao ar livre ocorrendo em Los Angeles quando a série retomou a produção após um hiato devido à pandemia de COVID-19 Hall começou a usar iluminação LED com o episódio, explicando que era "a linha do tempo correta para quando esse equipamento entrou no vocabulário do cinema". O episódio foi filmado para emular "a conversa com a câmera, tremida- câmera, estilo documentário "de comédias de estilo mocumentário moderno, como The Office e Modern Family. Os efeitos visuais para o episódio foram criados por The Yard VFX, Industrial Light & Magic, Rodeo FX, Monsters Aliens Robots Zombies, Framestore, Cantina Creative, Perception, Rise FX, Digital Domain, e SSVFX. A animação foi fornecida pela Titmouse enquanto o Acho Studios forneceu a animação stop-motion para o comercial.

## Música
"W-V 2000", o tema da sitcom escrito por Kristen Anderson-Lopez e Robert Lopez e interpretado pelo The Math Club, foi uma faixa instrumental semelhante em estilo ao tema do The Office. Isso seguiu a tendência de sitcoms começando nos anos 2000 que não apresentavam letras com seus temas de abertura, com Anderson-Lopez observando que a letra teria seguido o sentimento da música de que as coisas estavam "acelerando e fora de controle".
"Agatha All Along", também escrita por Anderson-Lopez e Lopez, era semelhante à música tema de The Munsters e "The Addams Family Theme" de A Família Addams. O casal foi atraído pela música da série anterior centrada em monstros, a fim de dar ao tema de Agatha um "sentimento de bruxa e macabro" com "um pouco de tenor Oompa-Loompa também". Hahn é o vocalista principal do tema, com Lopez cantando backup junto com os outros cantores backups de canções-tema anteriores. A música se tornou viral após o lançamento do episódio.
A trilha sonora do episódio foi lançada digitalmente pela Marvel Music e Hollywood Records em 23 de fevereiro de 2021, com a trilha do compositor Christophe Beck. As duas primeiras faixas são as canções-tema do episódio, de Anderson-Lopez e Lopez. A trilha sonora foi originalmente programada para ser lançada em 26 de fevereiro, com o The Verge especulando que o lançamento foi adiado devido à popularidade de "Agatha All Along".. Após o lançamento, "Agatha All Along" alcançou a posição número um na parada de trilha sonora do iTunes, e em 24 de fevereiro de 2021, alcançou o quinto lugar na parada de singles Top 100 do iTunes.
| N.º            | Título | Duração |  |
| 1.             | "W-V 2000" (Instrumental)                                                                                            | 0:34    |  |
| 2.             | "Agatha All Along" (featuring Kathryn Hahn, Robert Lopez, Eric Bradley, Greg Whipple, Jasper Randall & Gerald White) | 1:02    |  |
| 3.             | "Mondays" | 0:54    |  |
| 4.             | "The New Clown" | 1:00    |  |
| 5.             | "She's Perfect" | 1:49    |  |
| 6.             | "Getting Weird" | 0:27    |  |
| 7.             | "Your House My House"                                                                                                | 0:44    |  |
| 8.             | "Nexus" | 1:13    |  |
| 9.             | "Godspeed, Captain"                                                                                                  | 2:47    |  |
| 10.            | "Rebirth" | 2:01    |  |
| 11.            | "Storytelling" | 0:54    |  |
| 12.            | "Trespasser" | 2:38    |  |
| 13.            | "Lovely to Meet You"                                                                                                 | 2:30    |  |
| Duração total: | Duração total: | 18:43   |  |

## Divulgação
No início de dezembro de 2020, seis pôsteres para a série foram lançados diariamente, cada um representando uma década dos anos 1950 até os anos 2000. Charles Pulliam-Moore da io9 chamou este pôster de "apropriado" para ser o último lançado, uma vez que lembra os dias modernos. Ele sentiu que o que era "especialmente surpreendente aqui é a minúscula luz verde refletida nos olhos de Wanda". Após o lançamento do episódio, a Marvel anunciou mercadorias inspiradas no episódio como parte de sua promoção semanal "Marvel Must Haves" para cada episódio da série, com foco em Monica Rambeau e SWORD, incluindo roupas, acessórios e um Funko Pop de Monica. Mercadoria adicional foi anunciada posteriormente para a promoção "Marvel Must Haves" focada em Agatha All Along, incluindo roupas, utensílios domésticos e acessórios.

## Lançamento
"Breaking the Fourth Wall" foi lançado na Disney+ em 19 de fevereiro de 2021. Após o lançamento do episódio à meia-noite PST, a Disney+ passou por dificuldades técnicas nos Estados Unidos, Canadá e Reino Unido por aproximadamente 10 minutos, devido ao afluxo de espectadores tentando assista ao episódio logo após o lançamento.

## Recepção da crítica
O site de agregador de críticas, Rotten Tomatoes, relatou uma taxa de aprovação de 88% com uma pontuação média de 7.67/10 com base em  17 resenhas. O consenso crítico do site disse: ""Breaking the Fourth Wall" coloca Wanda, Visão e a gangue em um espremedor emocional, entregando grandes quantidades de exposição em uma corrida louca para a linha de chegada da temporada."
Rosie Knight da Den of Geek deu ao episódio 5 de 5 estrelas. Knight gostou dos momentos entre Dennings e Bettany, com Dennings "trazendo um humor contundente" e Bettany "um grande homem heterossexual". Ela também elogiou Parris como o herói de WandaVision por "sua performance cheia de nuances, coração e complexidade". Falando sobre a atuação de Hahn, Knight disse que "adora revelar" que Agnes é Agatha Harkness, "bancando a vilã com autoconfiança". Matt Purslow, do IGN, disse que foi fácil ver inicialmente o episódio, baseado na primeira metade, como o primeiro episódio de preenchimento da série, mas isso foi "toda a calma antes da tempestade, já que o episódio sete deixa a maior reviravolta da história pouco antes de os créditos rolam, e faz isso em grande estilo ". Falando sobre a revelação de Agnes como Agatha Harkness, Purslow sentiu que a sequência musical era "uma grande exibição dos talentos maiores que a vida de Kathryn Hahn, com algumas expressões faciais malignas e a gargalhada perfeita de bruxa" e estava esperançoso de que Hahn se destacasse apresentado nos dois episódios finais da série chamando-a de "uma pena que tivemos que esperar tanto tempo para colocá-la no centro das atenções". Além disso, ele chamou a revelação do contato de Monica sendo militar "particularmente não especial", e o episódio em geral sendo sobre "mover todas as peças para a posição correta para o final, ao invés de fazer algo massivo com elas"; Purslow deu ao episódio uma nota 7 de 10.
Stephen Robinson da The A.V. Club elogiou a "atuação magistral" de Hahn, que evitou "a armadilha em que o amigo que se tornou um vilão secreto se sente como dois personagens separados". Robinson sentiu que Monica caminhando pelo Hex foi "um momento triunfante em um episódio de outra forma pessimista" e chamou as cenas com Visão e Darcy de "um deleite", esperando que esta nova versão de Vision desenvolvida através da série sobrevivesse. Ele deu ao episódio um "B". O chanceler Agard da Entertainment Weekly disse que o episódio "desafiou e correspondeu às expectativas" e estava "pasmo" com Monica empurrando o Hex, chamando-o de "uma sequência trippy, deslumbrante e poderosa". Agard gostou de como Robert Lopez e Kristen Anderson-Lopez foram capazes de "flexionar seus músculos musicais geniais de maneiras diferentes" com a canção-tema da sitcom e o número musical de Agatha, e elogiou a performance de Hahn no número e durante todo o episódio.
Abraham Riesman da Vulture deu ao episódio 3 de 5 estrelas, afirmando que "Breaking the Fourth Wall" foi "melhor do que os primeiros cinco [episódios], mas não tão bom quanto o sexto" adicionando "A ação foi emocionante, na maior parte , os fatores de estranheza e arrepio estavam em níveis aceitáveis, os acenos de sitcom eram inteligentes, e não havia um, mas dois temas falsos". Riesman sentiu que a série não estava apresentando nada "ousadamente original" e apontou como a revelação de Agatha Harkness teria efeitos diferentes sobre os espectadores que tinham e não tinham familiaridade com os quadrinhos, especialmente porque havia sido teorizado desde antes do show estreou. Ele acabou chamando a revelação de "em grande parte plana como uma torção". Revendo o episódio para a Rolling Stone, Alan Sepinwall sentiu que se a série estivesse no "modo de história pura" nos dois episódios finais, ele sentiria falta das atuações de Olsen, Bettany e Hahn nas várias sitcoms, mas sentiu que "pode ser para o melhor, a série só precisa se concentrar em seu enredo maior o resto do caminho, em vez de tentar fazer malabarismos com tantas ideias de uma vez". Falando sobre isso, Sepinwall disse que a música-tema do show Agatha All Along era "hilariamente certa" para a quantidade de influências de sitcom.
O desempenho de Elizabeth Olsen no episódio, que foi comparado a Claire Dunphy de Julie Bowen em Modern Family, recebeu elogios amplamente difundidos, embora Purslow tenha sentido às vezes que era uma homenagem excessiva, com o retrato se tornando muito atípico para Wanda.